# Aeropé
Aeropé görög mitológiai alak, mükénéi királyné, Katreusz krétai király leánya. Az apja egy jóslat miatt attól félt, hogy valamelyik unokája lesz a gyilkosa, ezért Aeropét a húgával, Klümenével együtt Nauplioszra bízta, hogy adja el őket rabszolgának. Aeropé végül Atreusz hitvese lett, és két fiút szült neki: Agamemnónt és Menelaoszt. Később viszonyt kezdett sógorával, Thüesztésszel, és a kezére játszotta az aranyszőrű kost, amely Mükéné uralmának záloga volt. Férje emiatt megölette, és Pelopiát vette feleségül.